# Smurfit-Stone Container
Die Smurfit-Stone Container Corporation (SSCC) war ein US-amerikanisches Unternehmen der Verpackungsindustrie. Das Unternehmen war einer der größten Kartonage-Verpackungshersteller der Welt, Marktführer in Nordamerika (USA und Kanada) sowie eines der weltgrößten Recycling-Unternehmen. Die Hauptsitze des an der NASDAQ-Börse notierten Unternehmens befanden sich in Creve Coeur (Missouri) und Chicago. Nach der Insolvenz im Jahr 2009 ist SSCC Teil der WestRock Company.

## Geschichte
Das Unternehmen entstand am 18. November 1998 aus der Fusion der 1974 gegründeten, in St. Louis ansässigen Jefferson Smurfit Corporation (JSC) – eine Tochter der irischen Jefferson Smurfit Group plc – mit der 1926 gegründeten, in Chicago beheimateten Stone Container Corporation.
Im Mai 2000 wurde die in Montreal (Kanada) ansässige St. Laurent Paperboard Inc. übernommen, im September 2002 die Papiermühle MeadWestvaco’s Stevenson in Stevenson (Alabama). Im März 2003 erwarb Smurfit-Stone unter Aufgabe der europäischen Produktionsstätten die restlichen Anteile an Smurfit-MBI.
Aus der Fusion der Jefferson Smurfit Group mit Kappa Packaging entstand Ende 2005 die Smurfit Kappa Group, der größte Wellpappehersteller Europas. Die Smurfit Kappa Group ist im Besitz der Investmentunternehmen Madison Dearborn Partners, Cinven Limited, CVC Capital Partners und von Mitgliedern des Managements.
Nachdem bereits Mitte Januar 2009 das The Wall Street Journal über eine mögliche Insolvenz berichtet hatte, beantragte Smurfit Stone am 26. Januar 2009 beim U.S. Bankruptcy Court in Wilmington (Delaware) Gläubigerschutz zur Reorganisation des Unternehmens nach Chapter 11.
2011 genehmigten die Aktionäre beider Unternehmen die Übernahme von Smurfit-Stone Container Corp. durch den US-amerikanischen Pappe- und Verpackungshersteller Rock-Tenn Co., der 2015 mit MeadWestvaco (MWV) zu WestRock fusionierte.

## Struktur und Kennzahlen
Geschäftsfelder von Smurfit-Stone sind unter anderem die Produktion von Verpackungen aus Wellpappe, von Verkaufsdisplays aus Karton, der Betrieb von Papiermühlen, die Herstellung von Verpackungsmaschinen, das Entwickeln von RFID-Lösungen, sowie das Recycling von Altpapier und anderen Stoffen.
Das Unternehmen erzielte 2005 einen Jahresumsatz von 8,4 Milliarden US-Dollar und beschäftigt rund 27.000 Mitarbeiter und war einer der größten Kartonage-Verpackungshersteller der Welt, Marktführer in Nordamerika (USA und Kanada) sowie eines der weltgrößten Recycling-Unternehmen.